# Der Wetterwart
Der Wetterwart è un film muto del 1923 diretto da Carl Froelich. Il nome del regista appare anche come produttore del film insieme a quello di Erich Pommer.

## Produzione
Il film fu prodotto dalla compagnia berlinese Carl Froelich-Film GmbH.

## Distribuzione
Distribuito dalla Decla-Bioscop AG, uscì nelle sale cinematografiche tedesche nel 1923 con un visto di censura del 28 aprile 1923.